# 直布羅陀選舉
位於伊比利亞半島南端的英國海外領土直布羅陀在1921年舉行第一次市議會選舉。自此之後，當地政府都有定時舉行議會選舉，亦舉行過三次全民公投。

## 歷史
由於英國政府長期把直布羅陀視為防衛設施，當地的政制發展長期被忽略。直到第二次世界大戰後，當地某些人民為爭取普選組成政黨，終於在1964年成功爭取議會全面普選。

## 議會選舉
直布羅陀的合資格選民在當地的議會選舉可投票給十名候選人。由於直布羅陀地方細小，議會全部17個席位都屬於一個覆蓋全直布羅陀的選區。

### 議會選舉歷史結果
自1964年議會議席全面由直選產生直到1984年，當地的民權協進會 (Association for the Advancement of Civil Rights, 簡稱 AACR) 多次贏得大選而成為執政黨。該黨於1988年大選以一席之差敗給社會主義工黨 (Gibraltar Socialist Labour Party, 簡稱GSLP)，成為反對黨，最後於1992年大選大敗，從此從直布羅陀政壇消失。
自此之後，直布羅陀議會由社會主義工黨和社會民主黨 (Gibraltar Social-Democrats, 簡稱 GSD) 輪流擔當執政黨的角色。自2011年大選後，社會主義工黨和自由黨造成聯合政府。

## 公投
直布羅陀政府分別於1967年，2002年和2006年舉行公投

### 1967年公投
於1967年9月10日舉行的公投關乎直布羅陀的主權。當地選民有權投票保持英國主權，或投票支持把當地主權移交給西班牙。
結果是99.64%的選民同意保持英國主權。

### 2002年公投
與67年公投一樣，這次公投亦是關乎直布羅陀的主權。選民有權投票贊成或反對英國政府與西班牙政府共享直布羅陀主權。
結果是98.48%的選民反對共享主權計劃。